# BET Hip-Hop
BET Hip-Hop är en amerikansk TV-kanal som lanserades den 1 juli 2002.